# Джуліо Тремонті
Джуліо Тремонті (італ. Giulio Tremonti; нар. 18 серпня 1947, Сондріо, Ломбардія) — італійський правник і політик.

## Життєпис
Він закінчив юридичний факультет Павійського університету. Працював адвокатом, викладав в Університеті Павії і Оксфордському інституті юридичної практики. З 1974 року він обіймав посаду професора.
Вперше балотувався до Палати депутатів у 1987 році від Італійської соціалістичної партії. З 1994 року постійно є членом парламенту. У 1994 році він був обраний від центристської коаліції «Пакт для Італії» (Patto per l'Italia), проте, незабаром після обрання, він вступив до партії Сільвіо Берлусконі «Вперед, Італія». Він став одним з ініціаторів створення правоцентристської коаліції «Народ свободи».
У першому уряді Берлусконі він обіймав посаду міністра фінансів (з 10 травня 1994 по 17 січня 1995). Відразу після перемоги на виборах у 2001, 10 червня цього ж року, вступив на посаду заступника прем'єр-міністра і міністра економіки і фінансів у другому уряді Берлусконі. Обіймав цю посаду до 3 липня 2004 року, коли він пішов у відставку після обговорення італійської економічної ситуації і гострої критики з боку опозиції та частини коаліції (у тому числі Національного альянсу). Тим не менш, у наступному році Тремонті повернувся на попередню посаду, працюючи знову з 23 квітня 2005 по 17 травня 2006 року.
У 2004 році був обраний віце-головою «Вперед, Італія», у тому ж році, він став (21 квітня) віце-спікером Палати депутатів. На дострокових виборах у 2008 здобув місце в парламенті від Ломбардії. 8 травня 2008 року знову став міністром економіки і фінансів у четвертому уряді Берлусконі, де працював до 16 листопада 2011. У 2013 році став сенатором від Ліги Півночі.